# Kata Janza
Dans le nom hongrois Janza Kata, le nom de famille précède le prénom, mais cet article utilise l’ordre habituel en français Kata Janza, où le prénom précède le nom.
Kata Janza, née le 3 août 1972 à Budapest, est une chanteuse et actrice hongroise.

## Biographie
Dès son enfance, Janza Kata montre des prédispositions au chant. Durant ses années d'école primaire, elle est membre du Chœur d'enfants de l'Opéra d'État hongrois.
En 1990, elle obtient son diplôme au lycée Veres Péter avant d'intégrer l'orchestre Bergendy en tant que soliste.
Pour le Concours Eurovision de la chanson (édition 1994), elle participe aux sélections nationales. Elle se qualifie pour la finale avec le morceau Úgy vártalak. Elle est éliminée à la 5ème place.
En 1995, elle remporte le concours Rádió Sztárkereső.
Entre 1996 et 1997, elle intègre l'équipe du Théâtre Vörösmarty, à Székesfehérvár.
Dès 1997, elle intègre la compagnie du Budapesti Operettszínház, dont elle est toujours membre à ce jour. Kata Janza, Dóra Szinetár, Ágota Siménfalvy et Mara Kékkovács constituent le quatuor des Operett Angyalai (littéralement, les Anges de l'Opérette) formé par le théâtre.
Elle est l'une des figures incontournables de la scène hongroise et a vu sa carrière couronnée de récompenses prestigieuses, parmi lesquelles les prix eMeRTon et Súgó Csiga.

## Vie privée
Kata Janza a été mariée au réalisateur et acteur Tibor Pintér puis à László Kővári. De ses précédentes unions sont nés Janka Pintér et Samu Richárd Kővári. De 2016 à 2022, elle a été en couple avec l'acteur Ádám Pesák.

## Rôles majeurs
| Titre                                       | Rôle                              | Lieu de représentation           |
| ------------------------------------------- | --------------------------------- | -------------------------------- |
| Amerikai komédia                            | Tony                              | Budapesti Operettszínház         |
| A kaktusz virága                            | Stéphanie, l'assistante de Julien | Théâtre Sziget                   |
| A régi nyár                                 | Zsuzsi Ruttkai                    | Théâtre Éva                      |
| Cyrano                                      | Roxane                            | Théâtre BM Dunapalota            |
| Dorian Gray                                 | Mrs Vane                          | Budapesti Operettszínház         |
| Edda musical – A kör                        | Szalsza                           | Théâtre Sziget                   |
| Elfújta a szél                              | Belle Watling                     | Szegedi Szabadtéri Játékok       |
| Elfújta a szél                              | Scarlett O'Hara                   | Szegedi Szabadtéri Játékok       |
| Elisabeth                                   | Elisabeth d'Autriche              | Szegedi Szabadtéri Játékok       |
| Elisabeth                                   | Elisabeth d'Autriche              | Théâtre Miskolci Nemzeti         |
| Elisabeth                                   | Elisabeth d'Autriche              | Budapesti Operettszínház         |
| Elisabeth                                   | Elisabeth d'Autriche              | Szegedi Szabadtéri Játékok       |
| Hair                                        | ?                                 | Théâtre Vörösmarty               |
| Honfoglalás                                 | Réka                              | Théâtre Sziget                   |
| Jekyll és Hyde                              | Lucy Harris                       | Théâtre Thália                   |
| Jekyll és Hyde                              | Lucy Harris                       | Théâtre Szegedi Nemzeti          |
| Jekyll és Hyde                              | Lucy Harris                       | Théâtre Győri Nemzeti            |
| Jézus Krisztus szupersztár                  | Marie Madeleine                   | Théâtre Sziget                   |
| JFK                                         | Marilyn Monroe                    | Théâtre Margitszigeti Szabadtéri |
| Mozart!                                     | Nannerl Mozart                    | Budapesti Operettszínház         |
| Rómeó és Júlia                              | Lady Capulet                      | Budapesti Operettszínház         |
| Helló! Igen?! (Hello Again!)                | L'infirmière                      | Budapesti Operettszínház         |
| Jövőre, veled, itt!                         | Doris                             | Budapesti Operettszínház         |
| Képzelt riport egy amerikai popfesztiválról | ?                                 | Théâtre Ruttkai Éva              |
| Lady Budapest                               | Lady Ashton                       | Budapesti Operettszínház         |
| Mágnás Miska                                | Rolla, la fille de Korláthy       | Théâtre Katona József            |
| Nők az idegösszeomlás szélén                | Lucia                             | Budapesti Operettszínház         |
| Rebecca - A Manderley-ház asszonya          | Mrs. Danvers                      | Budapesti Operettszínház         |
| Rebecca - A Manderley-ház asszonya          | Mrs. Danvers                      | Szegedi Szabadtéri Játékok       |
| Rudolf                                      | Comtesse Larisch, l'amie de Marie | Budapesti Operettszínház         |
| Rudolf                                      | Comtesse Larisch, l'amie de Marie | Szegedi Szabadtéri Játékok       |
| Szentivánéji álom                           | Titania                           | Szegedi Szabadtéri Játékok       |
| Szentivánéji álom                           | Titania                           | Budapesti Operettszínház         |
| Szerdán tavasz lesz                         | Dr. Koroda Klára                  | Budapesti Operettszínház         |
| Sweet Charity                               | Ursula Ekberg                     | Budapesti Operettszínház         |
| Trója                                       | Hélène                            | Théâtre Sziget                   |
| Veled Uram!                                 | Ilon, la femme de Vaszoly         | Théâtre Szigligeti               |
| West Side Story                             | Anita                             | Théâtre Szigligeti               |

## Doublage
- Aladdin : Jasmine (1992)
- Le Roi Lion : Soliste (1994)
- Hercule : l'une des Muses, Terpsichore (1997)
- Chicken Little : Abby Mallard (2005)
- La Princesse et la Grenouille : Eudora (2009)

## Filmographie

### Cinéma
- Casting minden (2008) – Lovas felesége
- Örök hűség (2022) – Bor Erzsébet

### Télévision
- A zöld torony (1985)
- Kisváros (1994–1996)
- Barátok közt (1998, 2000, 2002, 2004, 2005, 2007, 2009, 2014, 2018, 2020, 2021)

## Discographie

### Participation
| Année | Album                                                           | Chanson(s)                     |
| ----- | --------------------------------------------------------------- | ------------------------------ |
| 1991  | Ballagó Idő : 1991                                              | Nem tudom mi történt           |
| 1998  | Kormorán                                                        | Fa leszek ha fának vagy virága |
| 2003  | Hetedhét mesék - népszerű előadók kedvenc meséi és gyermekdalok | A gomba alatt                  |
| 2004  | Rómeó és Júlia                                                  | Gyűlölet, Holnap, Bűnösök      |
| 2006  | Best Of Musical 1 – A világ legszebb musical slágerei magyarul  | Éjfél (Macskák)                |
| 2009  | Dóra Szinetár & Zoltán Bereczki : Musical Duett koncert         | Vágyom rád                     |
| 2010  | Mága Zoltán : Budapest Újévi Koncert                            | New York, New York             |

### Vidéographie
- 2005 –  Rómeó és Júlia - musical (Budapesti Operettszínház)
- 2007 – Musical karaoke (Budapesti Operettszínház)

## Récompenses
- Prix EMeRTon - Chanteuse de comédie musicale de l'année (1996)
- Prix Súgo Csiga - Actrice musicale de la saison (2006)
- Prix hongrois de la tolérance (2011)
- Actrice de la saison au Játékszínben (2018)
- Prix Honthy (2022)